# Al-Hilwanijja
Al-Hilwanijja (arab. الحلوانية) – wieś w Syrii, w muhafazie Aleppo. W 2004 roku liczyła 763 mieszkańców.